# Włodzimierz Choromański

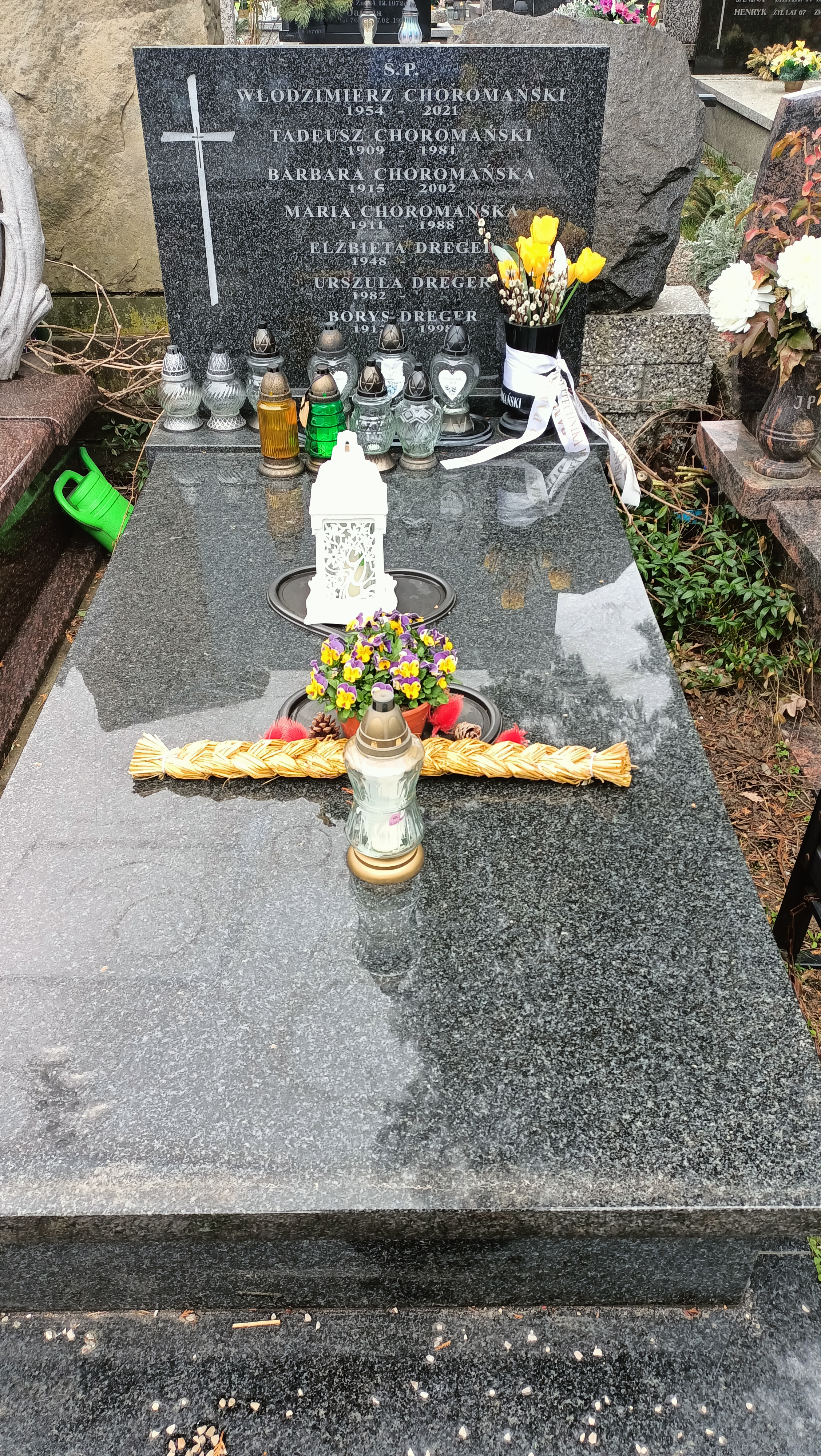
Grób Włodzimierza Choromańskiego na Cmentarzu Wawrzyszewskim w Warszawiw

Włodzimierz Choromański (ur. 9 lutego 1954 w Warszawie, zm. 16 marca 2021) – polski ekspert z zakresu dynamiki pojazdów szynowych, prof. dr hab. inż.

## Życiorys
14 lutego 1984 obronił pracę doktorską, 14 czerwca 2000 habilitował się na podstawie rozprawy zatytułowanej Symulacja i optymalizacja w dynamice pojazdów szynowych. 12 września 2016 nadano mu tytuł profesora w zakresie nauk technicznych. Został zatrudniony na stanowisku profesora w Zakładzie Systemów Informatycznych i Mechatronicznych w Transporcie na Wydziale Transportu Politechniki Warszawskiej, oraz w Wyższej Szkole Technicznej i Ekonomicznej w Warszawie.
Był kierownikiem w Zakładzie Systemów Informatycznych i Mechatronicznych w Transporcie na Wydziale Transportu Politechniki Warszawskiej, członkiem Komitetu Transportu na IV Wydziale Nauk Technicznych Polskiej Akademii Nauk i Rady Dyscypliny Naukowej - Inżynierii Lądowej i Transportu Politechniki Warszawskiej, a także profesorem nadzwyczajnym Zakładu Teorii Konstrukcji Urządzeń Transportowych Wydziału Transportu Politechniki Warszawskiej.
Zmarł 16 marca 2021, pochowany na Cmentarzu Wawrzyszewskim.
Odznaczony Brązowym i Srebrnym Krzyżem Zasługi oraz Medalem Komisji Edukacji Narodowej.